# Сёмаки (Жмеринский район)
Сёмаки (укр. Сьомаки) — село на Украине, находится в Жмеринском районе Винницкой области.
Код КОАТУУ — 0521055309. Население по переписи 2001 года составляет 1029 человек. Почтовый индекс — 23131. Телефонный код — 4332.
Занимает площадь 1,82 км².

## Религия
В селе действует храм Покрова Пресвятой Богородицы Жмеринского благочиния Винницкой епархии Украинской православной церкви.

## Известные уроженцы
- Кабалюк, Николай Тимофеевич (1937—2009) — украинский поэт и переводчик.

## Адрес местного совета
23130, Винницкая область, Жмеринский р-н, пгт Браилов, ул. Гагарина, 4